# Ariadna corticola
Ariadna corticola is een spinnensoort uit de familie van de zesoogspinnen (Segestriidae).
De wetenschappelijke naam van de soort werd in 1952 gepubliceerd door Reginald Frederick Lawrence.